# マラ・プレスパおよびゴロ・ブルド

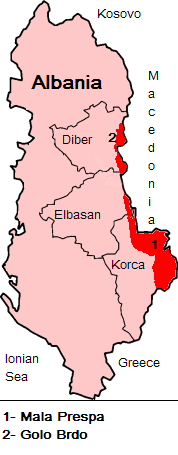
アルバニアにおけるマラ・プレスパおよびゴロ・ブルドの範囲

マラ・プレスパおよびゴロ・ブルド（アルバニア語:Prespa e Vogël and Golloborda、マケドニア語:Мала Преспа и Голо Брдо / Mala Prespa i Golo Brdo、ブルガリア語:Мала Преспа и Голо бърдо / Mala Prespa i Golo Bardo）は、アルバニア南東部を示す地理的概念である。この地域は更にマラ・プレスパ（プレスパ・エ・ヴォゲル）とゴロ・ブルド（ゴロボルダ）に分けられる。マラ・プレスパはオフリド湖およびプレスパ湖の西側に広がり、アルバニア南東部のコルチャ県、ポグラデツ県、デヴォル県の領域を含んでいる。ゴロ・ブロドは、ディブラ（Diber）、リブラジュド（Librazhd）、エルバサン（Elbasan）周辺の地域である。マラ・プレスパとゴロ・ブロドには共にアルバニア人の村もマケドニア人の村もある。両地域の主要な住民はアルバニア人とマケドニア人であるが、それに加えて少数のブルガリア人、トルコ人、アルーマニア人も居住している。アルバニアの公式の報告によると、ここではスラヴ人のうちマケドニア人のみが公式に少数民族として認められている。

## 地域内の町と村
この両地域の町や村の多くが多民族からなり、主にマケドニア人とアルバニア人が居住している。

### ゴロ・ブルド
- トレビシュタ（Trebishtë）、トレビシュタ（Требишта / Trebišta）
- オステルン（Ostern）、オストレン（Острен / Ostren）
- テルバチュ（Tërbaç）、トルバチェ（Трбаче / Trbače）
- ラドメリツァ（Lladomericë）、ラドミリツァ（Ладомирица / Ladomirica）
- オティサニ（Otisani）、オティサニ（Отисани / Otisani）
- ジェノヴェツ（Gjinovec）、ジノヴェツ（Ѓиновец / Ginovec）
- パシンカ（Pasinkë）、パシンキ（Пасинки / Pasinski）
- トゥチェピ（Tuçepi）、トゥチェピ（Тучепи / Tučepi）
- ヴルブニツァ（Vrbnica）、ヴルブニツァ（Врбница / Vrbnica）
- クレニェ（Klenjë）、クレニェ（Клење / Klenje）
- ステルブレヴァ（Stërblevë）、ステブレヴォ（Стеблево / Steblevo）
- ジェピシュタ（Džepištë）、ジェピシュタ（Дџепишта / Džepišta）

### コルチャ＝ポグラデツ
- コルチャ（Korçë）、コルチャ（Корча / Korcha）
- ポグラデツ（Pogradec）、ポグラデツ（Поградец / Pogradec）
- リン（Lin）、リン（Лин / Lin）
- ブラツァ（Blacë）、ブラツァ（Блаца / Blaca）
- ピスクパティ（Piskupati）、ピスクパティ（Пискупати / Piskupati）
- ウドゥニシュタ（Uduništë）、ウドゥニシュタ（Удуништа / Uduništa）
- ツェルヴェナカ（Tservenaka）、チェルヴェナカ（Червенака / Červenaka）
- メムリシュタ（Memlištë）、メムリシュタ（Мемлишта / Memlišta）
- ザグラジャ（Zagragja）、ヴルモヴァ（Врмова / Vrmova）
- ゴリク（Golik）、ルメン（Румен / Rumen）
- ゼルヴェシュカ（Zerveskë）、ゼルヴァシュカ（Зерваска / Zervaska）
- ステロヴァ（Sterova）、スタロヴァ（Старова / Starova）
- ザゴレチャン（Zagoreçan）、ザゴリチャン（Загоричан / Zagoričan）
- ストロプカ（Stropkë）、ストロプチュケ（Стропчке / Stropčke）
- レンガ（Llëngë）、レシュニツァ（Лешница / Lešnica）
- チェラヴァ（Çerava）、チェラヴァ（Черава / Čerava）
- ピスクピヤ（Piskupijë）、ピスクピヤ（Пискупија / Piskupija）
- ドレノヴァ（Drenovë）、ドレノヴォ（Дреново / Drenovo）
- ボボシュティツァ（Boboshticë）、ボボシュティツァ（Бобошица / Boboshica）
- ヴェルニク（Vernik）、ブルヴニク（Врбник / Vrbnik）

### マラ・プレスパ＝リチェナス/プステツ
- ベズミシュタ（Bezmishtë）、ベズミシュタ（Безмишта / Bezmišta）
- ゴリツァ・エ・ヴォゲル（Goricë e Vogël）、ドルナ・ゴリツァ（Долна Горица / Dolna Gorica）
- ゴロムボチュ（Gollomboç）、グロボチャニ（Глобочани / Globočani）
- ゴリツァ・エ・マヅェ（Goricë e Madhë）、ゴルナ・ゴリツァ（Горна Горица / Gorna Gorica）
- リチェナス（Liqenas）、プステツ（Пустец / Pustec）
- ベラス（Belas）、シュリン（Шулин / Šulin）
- ツェリャ（Cerja）、ツェリェ（Церје / Cerje）
- ズヴェドザ（Zvedzë）、ズヴェズダ（Звезда / Zvezda）
- レスカ（Leskë）、レスカ（Леска / Leska）
- パキチュカ（Pakičkë）、パキチュカ（Пакичка / Pakička）
- ザグラデチ（Zagradeçi）、ザグラデツ（Заградец / Zagradec）